# Gertrude Vanderbilt Whitney

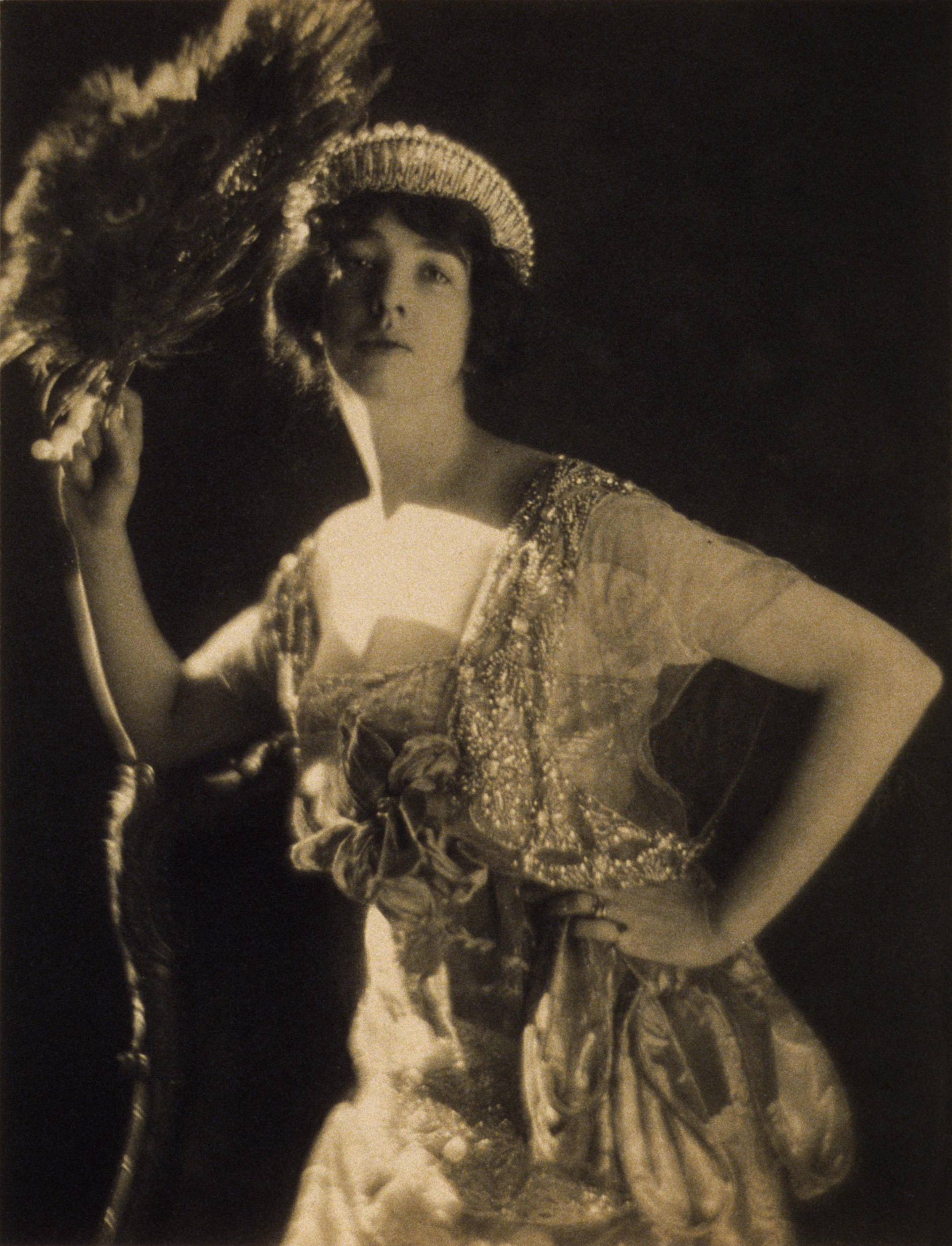
Gertrude in Vogue, 1920, door Adolf de Meyer

Gertrude Vanderbilt (New York, 9 januari 1875 – aldaar, 18 april 1942) was een lid van de zeer rijke Amerikaanse familie van Nederlandse afkomst Vanderbilt. Ze is vooral bekend als society-dame, beeldhouwster, kunstverzamelaar en als stichtster van het Whitney Museum of American Art in haar geboortestad New York.
Ze was de dochter van Cornelius Vanderbilt II en Alice Claypoole Gwynne en bracht een deel van haar jeugd door in hun landhuis The Breakers in Newport op Rhode Island. Ze was zeer sportief en leerde daar haar echtgenoot Harry Payne Whitney (1872–1930) kennen met wie ze op 21-jarige leeftijd trouwde. Het echtpaar kreeg drie kinderen Flora (1897), Cornelius (1899), and Barbara (1903).

## De Kunsten
In Europa ontdekte ze begin 1900 de kunst in Montmartre en Montparnasse te Parijs. Wat ze daar zag stimuleerde haar creativiteit en bracht haar daartoe te gaan beeldhouwen. Ze ging studeren bij de Art Students League of New York en daarna bij Auguste Rodin in Parijs. Ze richtte daarvoor een eigen atelier in de New Yorkse wijk Greenwich Village in, en in het 16e arrondissement (Parijs) te Parijs. Haar rijkdom gaf haar de gelegenheid om als mecenas in de kunst te opereren en vrouwen te stimuleren meer aan kunst te gaan doen. Ze was ook de voornaamste financier van de "International Composer's Guild" die moderne muziek stimuleerde. In een van hun huizen in New York richtte ze een galerie in, de Whitney Studio Club aan de 8 West 8th Street in Greenwich Village, waar jonge kunstenaars hun werk konden exposeren. Dit groeide uit tot het Whitney Museum of American Art in 1931 nadat het Metropolitan Museum of Art haar in 25 jaar verzamelde collectie moderne kunst had geweigerd.

## Overzicht bekendste beeldhouwwerken

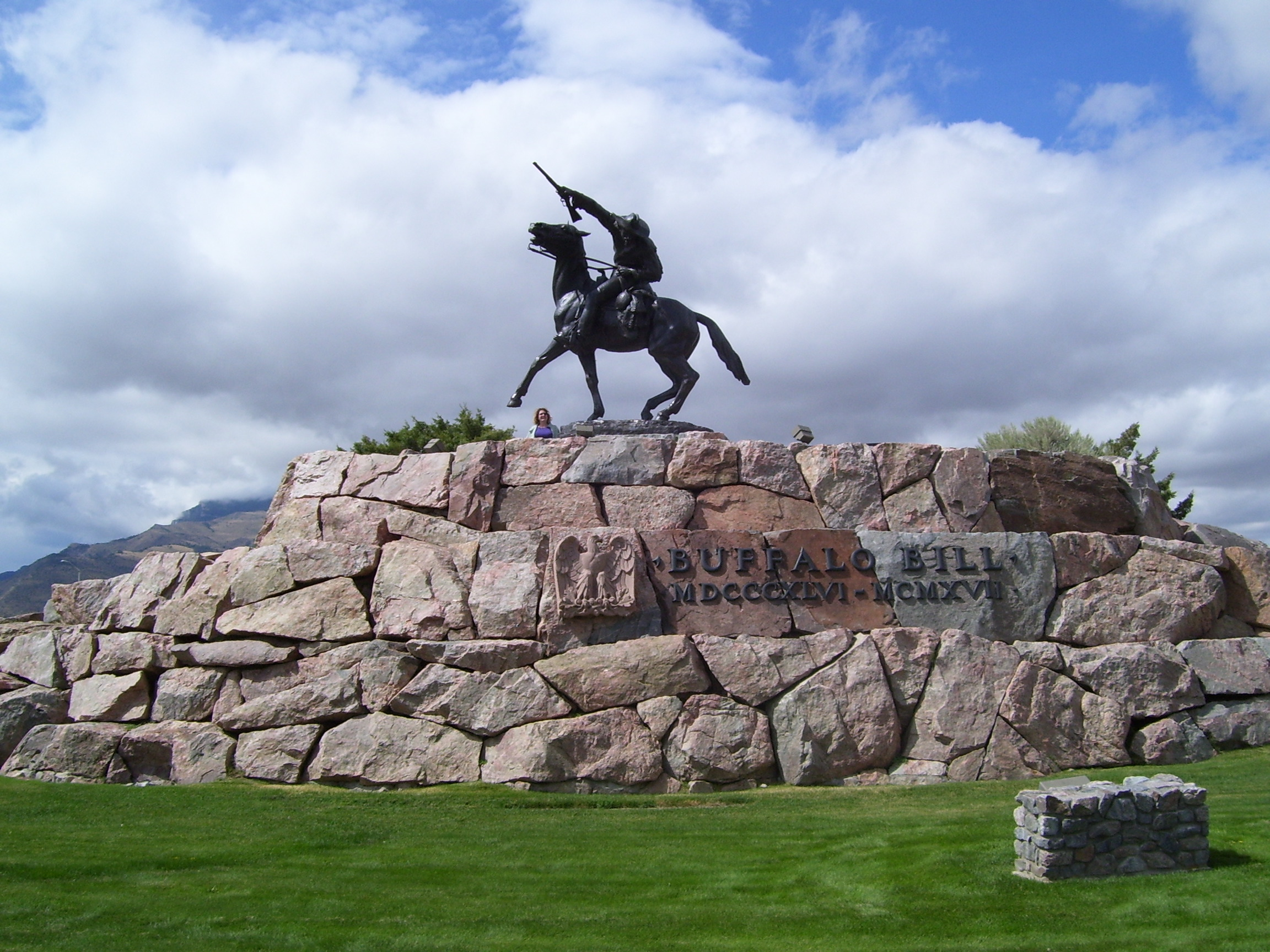
Het door haar ontworpen monument in Cody

- "Fountain of El Dorado" – San Francisco (nu in Lima, Peru);
- "Aztec Fountain" - Washington;
- "Titanic Memorial" - Washington;
- "Buffalo Bill Statue Memorial" - Cody (Wyoming)
- "Victory Arch" - Madison Square, New York
- "Three Graces" McGill University campus Montreal, meestal genaamd de "Three Bares"
- "Herdenking Eerste Wereldoorlog" in Mitchell Square Park

## Sociaal overzicht
Gedurende de Eerste Wereldoorlog was ze zeer actief in de hulpverlening en richtte een hospitaal op voor gewonde soldaten in Neuilly-sur-Seine bij Parijs. Valk na het einde van deze oorlog was ze actief betrokken bij een aantal herdenkingsmonumenten.
In 1934 vocht ze een met veel publiciteit omgeven rechtsstrijd uit met haar schoonzuster Gloria Vanderbilt-Morgan, over de voogdij van dier dochter Gloria Vanderbilt. Ze won deze strijd en Gloria groeide bij haar op.
- Bibliothèque nationale de France: cb12658894t (data)
- Gemeinsame Normdatei: 12276465X
- International Standard Name Identifier: 0000 0000 6684 1698
- Library of Congress Control Number: nr93050931
- Nationale Bibliotheek van Letland: 000201953
- Nationale Bibliotheek van Israël: 987007449398105171
- Nationale Bibliotheek van Polen: a0000003313681
- RKD-Nederlands Instituut voor Kunstgeschiedenis: 330531
- SNAC: w6805436
- Système universitaire de documentation: 072245077
- Union List of Artist Names: 500014661
- Virtual International Authority File: 72283828
- WorldCat: E39PBJmpdvCf8vkBd6kbP4HjYP